# Municipio de Fragrant Hill
El municipio de Fragrant Hill (en inglés: Fragrant Hill Township) es un municipio ubicado en el condado de Dickinson en el estado estadounidense de Kansas. En el año 2010 tenía una población de 289 habitantes y una densidad poblacional de 3,73 personas por km².

## Geografía
El municipio de Fragrant Hill se encuentra ubicado en las coordenadas 39°5′44″N 97°0′39″O / 39.09556, -97.01083. Según la Oficina del Censo de los Estados Unidos, el municipio tiene una superficie total de 77.55 km², de la cual 77,34 km² corresponden a tierra firme y (0,28 %) 0,21 km² es agua.

## Demografía
Según el censo de 2010, había 289 personas residiendo en el municipio de Fragrant Hill. La densidad de población era de 3,73 hab./km². De los 289 habitantes, el municipio de Fragrant Hill estaba compuesto por el 95,85 % blancos, el 0,69 % eran afroamericanos, el 0,35 % eran asiáticos, el 1,04 % eran de otras razas y el 2,08 % eran de una mezcla de razas. Del total de la población el 5,88 % eran hispanos o latinos de cualquier raza.